# جو روبرتس (كرة سلة)
جو روبرتس (بالإنجليزية: Joe Roberts)‏ مواليد 18 مايو 1936 في كولومبوس، هو مدرب كرة سلة أمريكي ولاعب سابق. بدأ مسيرته الاحترافية في سنة 1960. تم اختياره من قبل فريق فيلادلفيا سفنتي سيكسرز خلال الدرافت. يبلغ طوله 6 قدم 6 بوصة (2.0 م). اعتزل اللعب في 1968. فاز بلقب دوري إن بي إيه.

## روابط خارجية
- جو روبرتس على موقع إن بي أي (الإنجليزية)
- جو روبرتس على موقع سبورتس رفرنس (الإنجليزية)
- جو روبرتس على موقع كلية كرة السلة في سبورتس رفرنس.كوم (الإنجليزية)
- جو روبرتس على موقع ريلجم (الإنجليزية)
- جو روبرتس على موقع بروبوليرز (الإنجليزية)
- جو روبرتس على موقع سبورتس رفرنس (الإنجليزية)